# Arturo Camacho Ramírez
Arturo Camacho Ramírez (Ibagué, 28 de octubre de 1910-Bogotá, 24 de octubre de 1982) fue un escritor, poeta y periodista colombiano.

## Biografía
Desde los dos años de edad vivió en Bogotá en casa de una anciana llamada Euclides.[cita requerida] Cursó sus estudios de primaria y bachillerato en el Colegio de la Presentación y el Instituto de la Salle. Inició la carrera de Derecho en la Universidad Nacional de Colombia, pero no la terminó y solo estudió 3 años, su actividad principal en la vida, con la que combinó con labores en publicidad, periodismo, cargos administrativos y diplomáticos.
Su producción poética comenzó con Espejo de Naufragios en el año de 1935, poco antes de conformarse el movimiento Piedra y Cielo, integrado por Eduardo Carranza, Jorge Rojas, Gerardo Valencia, Carlos Martín y Tomás Vargas Osorio, tempranamente fallecido.
En 1939 fueron publicados Presagio de amor, tercera entrega de los Cuadernos de Piedra y Cielo, y Cándida inerte. Por la misma época viajó a La Guajira, donde ocupó los cargos de Secretario de Juzgado y Comisario encargado, y donde conoció a Olga Castaño Castillo (hermana de Álvaro Castaño Castillo) con quien se casaría en 1945 y tendrían 6 hijos. A ella le dedicó, en 1943, la obra de teatro Luna de Arena, con escenario en La Guajira, representada en diferentes ocasiones en la Radiodifusora Nacional, el Teatro Colón y la televisión colombiana.
En 1945 publicó la Oda a Carlos Baudelaire y desempeñó su primer cargo diplomático fuera del país, como primer secretario de la embajada de Colombia en La Paz, Bolivia.
Al regresar a Colombia ocupó varios cargos en el Ministerio de Relaciones Exteriores, se desempeñó como periodista y columnista en los diarios El Espectador, El Espacio, El Tiempo y Acción Liberal.Igualmente entre 1954 y 1964 dirigió y condujo el programa radial ¿Cuál es su Hobby? en la emisora HJCK.
Su personalidad bohemia y festiva le granjeó muchísimos amigos en todas las latitudes, que aún recuerdan su humor chispeante, sus parodias poéticas, su rapidez de repuesta, su dominio del idioma y su sonora carcajada, que hizo un dúo inolvidable con las del poeta Julio Barrenechea, embajador de Chile, con quien tuvo una verdadera hermandad de bohemia, literatura y afecto mutuos. También perteneció a la famosa tertulia del Café Automático, junto con León de Greiff, Hernando Téllez, Hernán Merino, Ricardo Arbeláez Sarmiento y donde se realizaban debates literarios, poesía a flor de piel, gracia permanente e irreverencia ante la pompa y la vanidad.
En 1962 publicó La vida pública -edición cerrada de 300 ejemplares-, y en 1964, Límites del hombre, que incluyó poemas inéditos, y nuevamente Presagio de amor y Cándida inerte.
En 1969 fue representante cultural en la Embajada ante la Unesco en París. Allí se reencontró con Pablo Neruda, con quien tenía ya una amistad de varios años, y con él compartió la celebración del Premio Nobel, en compañía del también colombiano Gabriel García Márquez, quien lo obtendría años después, el argentino Julio Cortázar, el chileno Jorge Edwards, su traductor Jean Marcenac y su amigo Louis Aragón.
Fruto de su paso por París es Carrera de la vida, publicado en 1976, en el que se nota un giro en su poesía, particularmente en el poema que da título al libro, resaltado en el prólogo por Pablo Neruda como un poema "tan delantero y orbital que su gracia nos estimula y su verdad nos derrota: ese poema es un triunfo".
Arturo Camacho Ramírez murió en Bogotá el 24 de octubre de 1982. En 1986 Procultura editó las obras completas de Camacho Ramírez. Son dos tomos que recogen, además de las obras mencionadas, su última producción, Asuntos del extasiado. Por otra parte, en diciembre de 2004 se recopiló en una edición del sello Aguilar la colección de sus entrevistas a los protagonistas de la década del 50, que realizó en el programa titulado ¿Cuál es su Hobby? de la HJCK.